# Joseph Goutorbe
Joseph "Jo" Goutorbe, né le 25 avril 1916 à Fleury (Oise) et mort le 14 mars 2002 à Saussay (Eure-et-Loir), est un coureur cycliste français.

## Biographie
Joseph Goutorbe fait ses premières courses amateurs avec le C.V. des Marchés
Professionnel de 1938 à 1953, il a remporté le Grand Prix du Tour de France en 1943, Paris-Vimoutiers en 1942 et le Critérium national de la route en 1945. En 1952, il est recordman de l'heure derrière entraîneur.
Après sa carrière, il entraîne sur vélomoteur des coureurs sur Bordeaux-Paris, notamment lors de la victoire d'Anquetil (1965) ou de Chalmel (1979).

## Palmarès

### Palmarès amateur
- 1937
  - Paris-Conches
  - Paris-Ézy
  - 3e étape du GP Wolber indépendants
  - 3e de Paris-Dieppe
  - Critérium des Comingmen

### Palmarès professionnel
- 1942
  - Paris-Vimoutiers

- 1943
  - Grand Prix du Tour de France
  - 2e de la Coupe Marcel Vergeat
  - 7e de Paris-Tours
  - 10e de Paris-Roubaix

- 1945
  - Critérium national
  - 2e de Paris-Tours
  - 3e du championnat de France sur route

## Résultats sur le Tour de France
1 participation 
- 1938 : abandon (13e étape)